# Rajgurunagar
Rajgurunagar è una suddivisione dell'India, classificata come census town, di 17.636 abitanti, situata nel distretto di Pune, nello stato federato del Maharashtra. In base al numero di abitanti la città rientra nella classe IV (da 10.000 a 19.999 persone).

## Geografia fisica
La città è situata a 18° 52' 0 N e 73° 54' 0 E e ha un'altitudine di 628 m s.l.m..

## Società

### Evoluzione demografica
Al censimento del 2001 la popolazione di Rajgurunagar assommava a 17.636 persone, delle quali 9.094 maschi e 8.542 femmine. I bambini di età inferiore o uguale ai sei anni assommavano a 2.066, dei quali 1.121 maschi e 945 femmine. Infine, coloro che erano in grado di saper almeno leggere e scrivere erano 13.798, dei quali 7.490 maschi e 6.308 femmine.